# Rostöra
Rostöra (Hymenochaete rubiginosa) är en svampart som först beskrevs av Dicks., och fick sitt nu gällande namn av Joseph-Henri Léveillé 1846. Rostöra ingår i släktet Hymenochaete och familjen Hymenochaetaceae.  Arten är reproducerande i Sverige. Inga underarter finns listade i Catalogue of Life.

## Källor

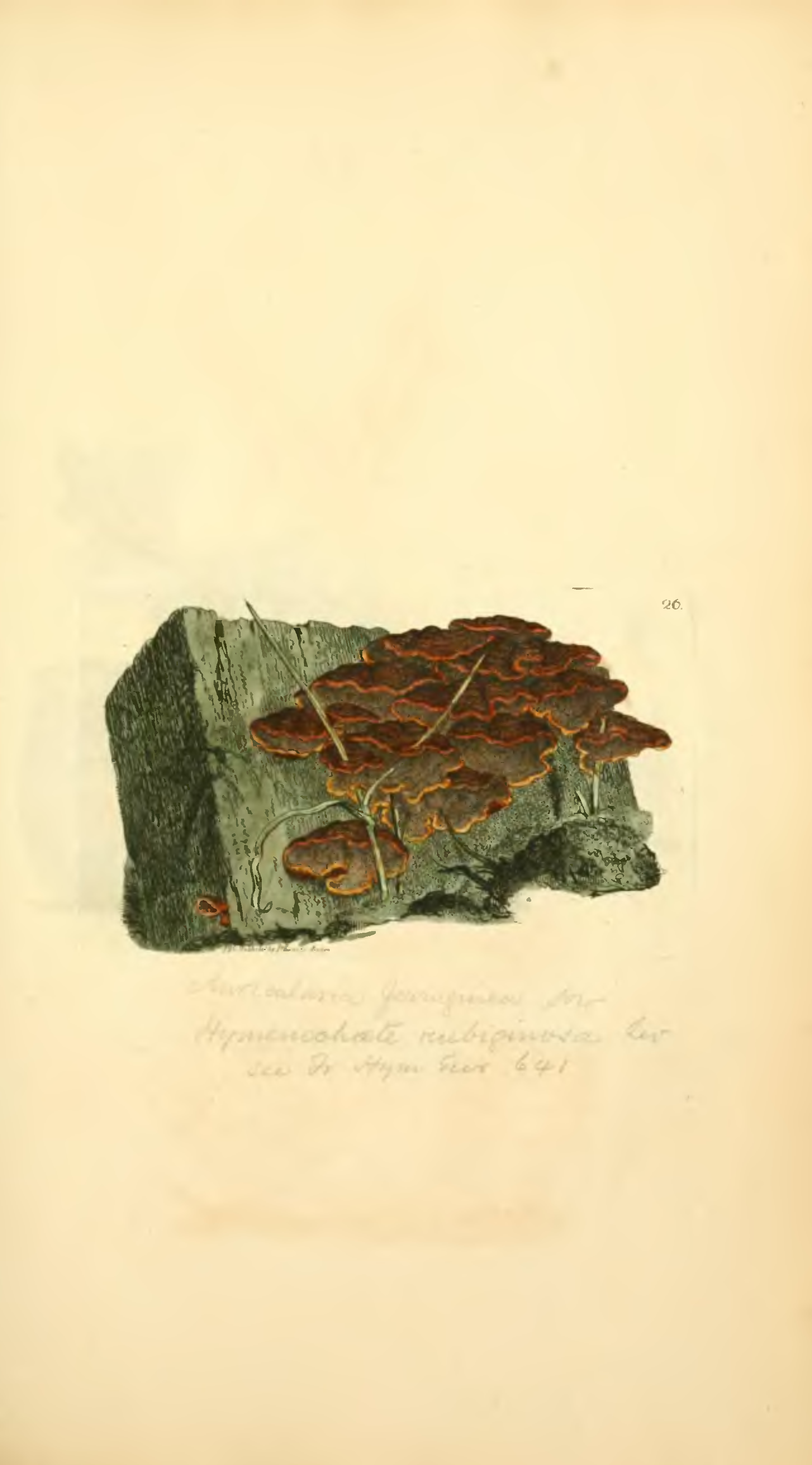
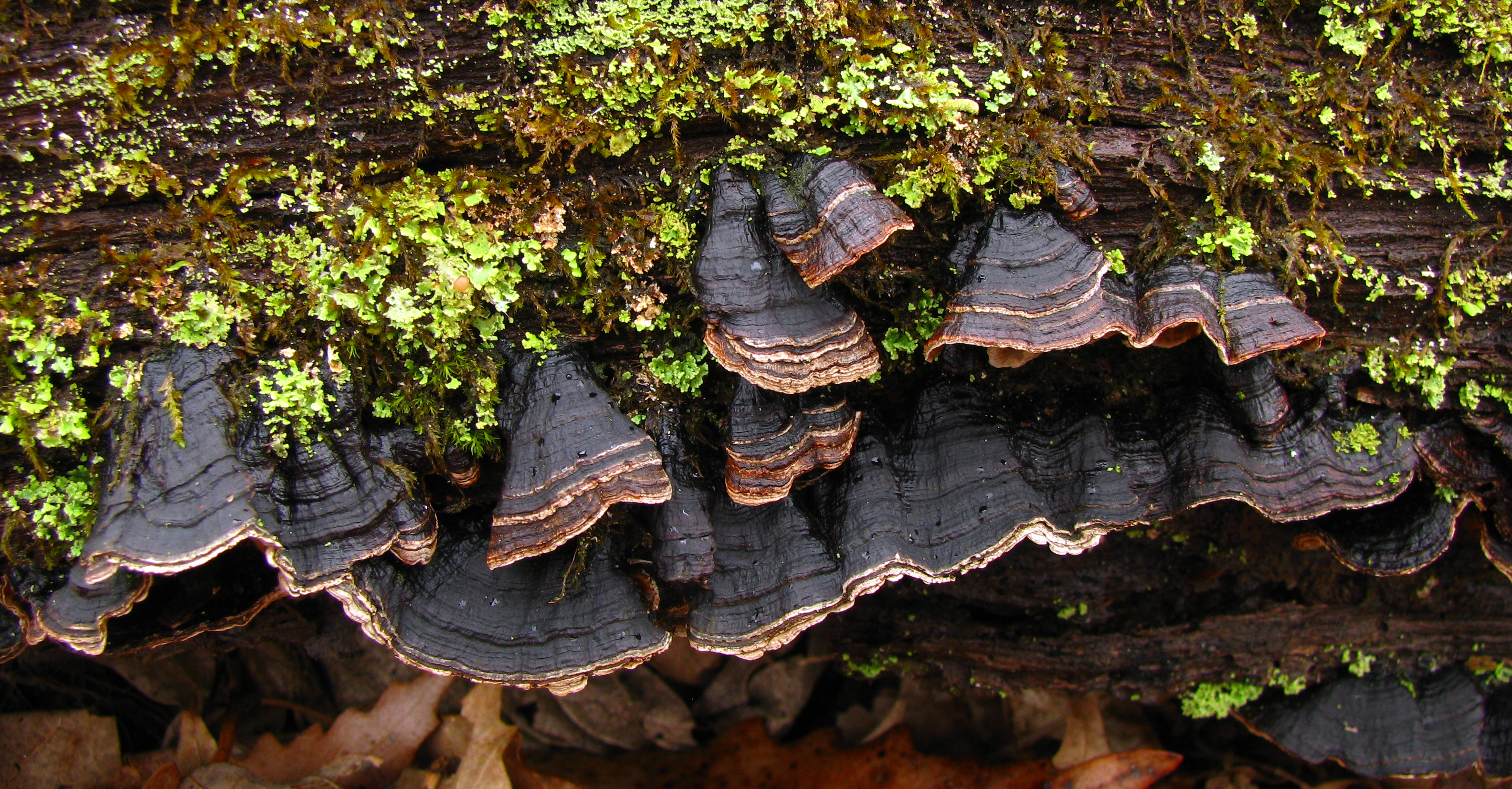
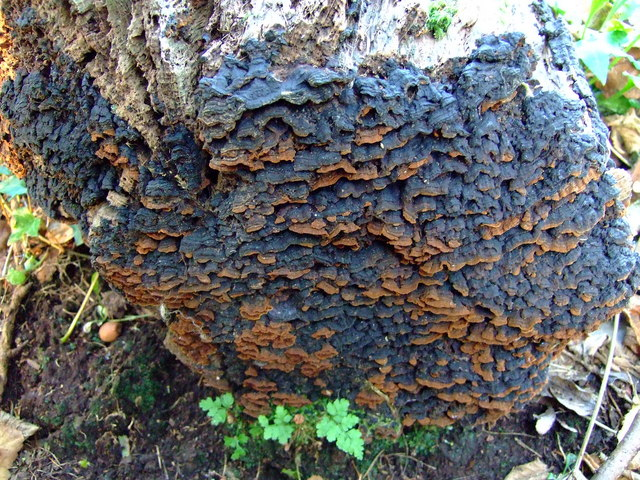